# إيدل

كنيسة السيدة العذراء في آزخ

آزخ (بالكردية: Hezex) أو إيدل (بالتركية: İdil) ((ب[ܒܝܬ ܙܒܕܝ] خطأ: {{اللغة-؟؟}}: نص الرومنة ليس بالخط اللاتيني (الموضع 1: ب) (مساعدة))) بلدة تقع في جنوب شرقي الأناضول، تركيا. كانت تعرف سابقاً باسم «آزخ» وتقع ضمن الحدود الإدارية لمحافظة شرناق المحاذية لمحافظة ماردين.
كانت من أقوى القرى المحصنة في فترة مذابح سيفو التي تمت فيها تصفية المسيحيين في تلك المناطق على يد الدولة العثمانية، وهي آخر القرى التي سقطت بيد الدولة العثمانية، معظم أهل آزخ الذين يعرفون بالآزخيين أو الأزخينيين، تشتتوا وانتشروا في أصقاع الأرض غالبيتهم العظمى هاجرت إلى سورية واستقروا في مدينة ديريك (المالكية) والقامشلي.

## تسمية آزخ
تدعى باللغة السريانية بازبدي أو بيث زبداي (ܒܝܬ ܙܒܕܝ) (ܐܙܟ̥) (Azekh) ومن أعظم قراها كفشنا (ܟܦܫܢܐ) ،و أسفس، وعميرين، وحدل.
يعرفها التاريخ الكنَسي باسم (ܒܝܬ ܙܒܕܝ) أي (بيث زبداي أو بازبدي)، ويطلق عليها المؤرّخون العرب (بازبدي). ذكرها ياقوت الحموي في كتابه معجم البلدان. والتاريخ أحياناً يطلق هذه التسمية على آزخ الحاليّة، وأحياناً نرى أن هذه التسمية تعم لتشمل كافة ربوع المنطقة. وهكذا فعل التاريخ الكنسي، الذي عرف المنطقة بأبرشية بازبدي (ܡܪܥܝܬܐ ܕ ܒܝܬ ܙܒܕܝ)؛ وعيّن لها أسقفاً كان يُعرف باسم (مطران أبرشية بازبدي). ويطلق عليها ياقوت الحموي اسم (باقردي) وبهذه التسمية الأخيرة عرفت عند أكثر المؤرخين العرب.

## مبشري بازبدي آزخ

منطقة بازبدي وتظهر كفشنة في المنتصف تقريباً

دخلتها المسيحية منذ القرن الأول الميلادي ويشهد بذلك وجود اسم لأسقف بيث زبداي من سنة 120م، كما أن وجود دير مار أوكين المبشر في جبل الأزل (إيزلا) قد رفد المنطقة بالإيمان المستقيم بين كل أبنائها بصلوات القديسة العذراء مريم وكل القديسيين.
و مع أن المسيحيّة دخلت إلى هذه الكورة مبكّراً إلا أننا نجد المبشّرين والقديسين يقبلون إليها من حين لآخر يزرعون التعليم الصحيح من أمثال القديس مار يعقوب النصيبيني أسقف نصيبين، ففي القرون المسيحيّة الأولى نرى اهتمام القدّيس مار يعقوب النصيبيني بهذه البقعة المقدّسة التي زارها ليتبرّك من المكان الذي اختاره الله ليكون مستقرّاً لفلك نوح، وليبشّر بين أهلها بالتعليم المستقيم.
ومن أشهر تلاميذ القديس مار أوكين (ܡܪܝ ܐܘܓܝܢ) الذين بشّروا في كورة بازبدي أو بيت زبداي، نذكر القديسين مار ميخائيل الآمدي ومار آحو ومار يوحانون ويوحانون كامولايا والناسك فنحاس الشهيد ومار إشعيا الحلبي.

صورة لكنيسة العذراء في إيدل

## الموقع الجغرافي والتاريخي
تقع بازبدي آزخ اليوم في جنوب شرقي تركيا. يرتفع فيها جبل الجودي، الذي يعتقد المسلمون أن سفينة نوح استوت على أعلى قممه أيام الطوفان (انظر الكتاب المقدس سفر التكوين بالسريانية، انظر سورة هود في القرآن الآية 44). يخترقها نهر دجلة قادماً من منابعه في جبال أرمينيا الشمالية.
وتقع أبرشية بازبدي ضمن المنطقة المعروفة لدى المؤرخين العرب باسم (ܒܝܬ ܥܪܒܝܐ) بيث عربايا (كلمة سريانية تعني الأراضي الغربية)، والمراعيث المتعلّقة بها هي بازبدي وقردو، وعاصمتها فنّك أو بنّك.
وهي اليوم تقع كنسيّاً ضمن أبرشية طور عبدين السريانية.
والمنطقة – كما هو معروف – غنيّة جدّاً بالينابيع والأنهر التي ترفد نهر دجلة وفيها تلال الدوكرى، وجبل العلم، والجبل الأبيض الذي أحالهُ سكان آزخ إلى جنة خضراء مليئة بأشجار الكرمة والتين والمَحلب والبلّوط.
يحدّ المنطقة من الجنوب جبل الأزل (جبل إيزلا)، الذي كان معقلاً للعلوم الدينيّة ومقرّاً للعديد من الأديار التي أنجبت العديد من العلماء والقدّيسين وعلى رأسها دير مار أوكين المبشّر.